# Patricia Giménez
Patricia Viviana Giménez (Godoy Cruz, Provincia de Mendoza, 15 de octubre de 1962) es una política argentina. Fue diputada nacional por el distrito de Mendoza y elegida como Vicepresidenta Segunda de la Cámara de Diputados de la Nación hasta 2017.

## Carrera política
En la década del 90 fue asesora de la Legislatura de la Provincia de Mendoza de Alfredo Cornejo. En 1999, fue designada por el gobierno de Cobos directora de la Dirección de Estadísticas e Investigaciones Económicas de la Provincia de Mendoza, cargo que desempeñó hasta 2007. 
En las elecciones legislativas de Argentina de 2013 fue electa diputada nacional y elegida cómo vicepresidenta segunda de la cámara,[cita requerida] cargos que ocupó hasta 2017.
En 2015 fue parte de una polémica por el repentino incrementó su patrimonio, pasando de tener 936.933 pesos a 1.334.531, es decir un 42,4% más que en el 2015, siendo de los mayores incrementos junto a la diputada del PRO, Susana Balbo, cuyos bienes se incrementaron en un 132%, pasando de 5 millones de pesos a 12 aproximadamente.

## Trayectoria académica
En el año 1985 egresó como Profesora de Matemática, Física y Cosmografía de la Universidad Juan Agustín Maza, Mendoza, Argentina.